# Euselasia phelina
Euselasia phelina är en fjärilsart som beskrevs av Druce 1878. Euselasia phelina ingår i släktet Euselasia och familjen Riodinidae. Inga underarter finns listade i Catalogue of Life.